# Bilu (jüdische Bewegung)
Bilu (hebräisch: ביל״ו; Plural: Biluim) ist ein hebräisches Akronym nach Jes 2,5 : „Haus Jakob, geht, lasst uns aufbrechen!“ – „Beit Ja'akov Lekhu Ve-nelkha“. Es bezeichnet eine Gruppe jüdischer Idealisten, die in Eretz Israel siedeln wollten, um dort eine jüdische Heimstätte zu gründen.

## Geschichte
Die Pogromwelle in Russland in den Jahren 1881 bis 1884 und die antisemitischen „Mai-Gesetze“ von 1882, die unter Zar Alexander III. erlassen worden waren, verursachten die Massenauswanderung russischer Juden. Mehr als zwei Millionen Juden flohen zwischen 1881 und 1920, wovon der größte Teil in die USA ging. Einige aber entschieden sich dafür, nach Eretz Israel auszuwandern; dies bezeichnete man als die Erste Alija.
Die erste Gruppe von Biluim wurde 1882 von 14 ehemaligen Universitätsstudenten aus Charkow gebildet und kam im Juli in Palästina an, das damals noch eine Provinz des Osmanischen Reiches war. Im selben Monat gründeten sie Rischon leTzion („Zuerst nach Zion“) als eine landwirtschaftliche Genossenschaft auf den abgekauften Gebieten des arabischen Dorfes Eyun Kara. Dort gab es jedoch nicht genug Frischwasser und innerhalb weniger Monate mussten die meisten, vom Hunger bedroht, die Genossenschaft verlassen.
Sie wandten sich an Baron Edmond James de Rothschild mit der Bitte um Hilfe, und er versorgte sie mit Geldmitteln für Gründung einer Wein-Industrie in Palästina. Im Jahre 1886 begann der Aufbau des Rischon-Le-Zion-Weinguts, aus dem sich später die heute noch bestehenden Carmel-Weinkellereien entwickelten. Mit der Hilfe Rothschilds gründeten die Biluim auch Zichron Jaakov. Im Jahre 1884 wurde acht Mitgliedern der Gruppe Land in Gedera angeboten.
Es gibt auch noch die Moschavim Kfar Bilu südlich von Tel Aviv (1933 zum 50. Jahrestag der Bilu-Bewegung gegründet) und Talme Bilu im nördlichen Negev (1953 zum 70. Jahrestag gegründet).

## Weblink
- Bilu-Statut, Original im Zionistischen Zentralarchiv Jerusalem